# Columbus (Nebraska)
Columbus és una població dels Estats Units a l'estat de Nebraska. Segons el cens del 2000 tenia 20.971 habitants.

## Demografia
Segons el cens del 2000, Columbus tenia 20.971 habitants, 8.302 habitatges, i 5.562 famílies. La densitat de població era de 902,7 habitants per km².
Dels 8.302 habitatges en un 34,7% hi vivien nens de menys de 18 anys, en un 54,7% hi vivien parelles casades, en un 8,9% dones solteres, i en un 33% no eren unitats familiars. En el 28,5% dels habitatges hi vivien persones soles el 12,3% de les quals corresponia a persones de 65 anys o més que vivien soles. El nombre mitjà de persones vivint en cada habitatge era de 2,5 i el nombre mitjà de persones que vivien en cada família era de 3,09.
Per edats la població es repartia de la següent manera: un 28,2% tenia menys de 18 anys, un 8,4% entre 18 i 24, un 28% entre 25 i 44, un 20,8% de 45 a 60 i un 14,6% 65 anys o més.
L'edat mediana era de 36 anys. Per cada 100 dones de 18 o més anys hi havia 90,3 homes.
La renda mediana per habitatge era de 38.874 $ i la renda mediana per família de 48.669 $. Els homes tenien una renda mediana de 30.980 $ mentre que les dones 22.063 $. La renda per capita de la població era de 18.345 $. Aproximadament el 4,5% de les famílies i el 6,9% de la població estaven per davall del llindar de pobresa.

## Poblacions més properes
El següent diagrama mostra les poblacions més properes.